# Psychoda torquata
Psychoda torquata är en tvåvingeart som beskrevs av Quate 1962. Psychoda torquata ingår i släktet Psychoda och familjen fjärilsmyggor. Inga underarter finns listade i Catalogue of Life.